# Scena (geslacht)
Scena is een geslacht van vlinders van de familie spinneruilen (Erebidae), uit de onderfamilie Arctiinae.

## Soorten
- S. potentia Druce, 1894
- S. propylea Druce, 1894